# Ming Guangzong
Taichang (泰昌, Pékin, 28 août 1582 du calendrier julien - 26 septembre 1620 du calendrier grégorien), de son nom personnel Zhu Changluo (朱常洛), est le quatorzième empereur de la dynastie Ming (1620). Il succède à son père Wanli.
Il meurt moins d'un mois après son couronnement, d'empoisonnement ou d'abus sexuels selon les sources.

## Biographie

### Empoisonnement
Selon certaines sources, l'empereur Taichang se serait senti malade et aurait demandé un remède. À ce moment, un de ses eunuques (Wei Zhongxian ?) lui aurait donné des pilules rouges qui causèrent sa mort, peu de temps après.

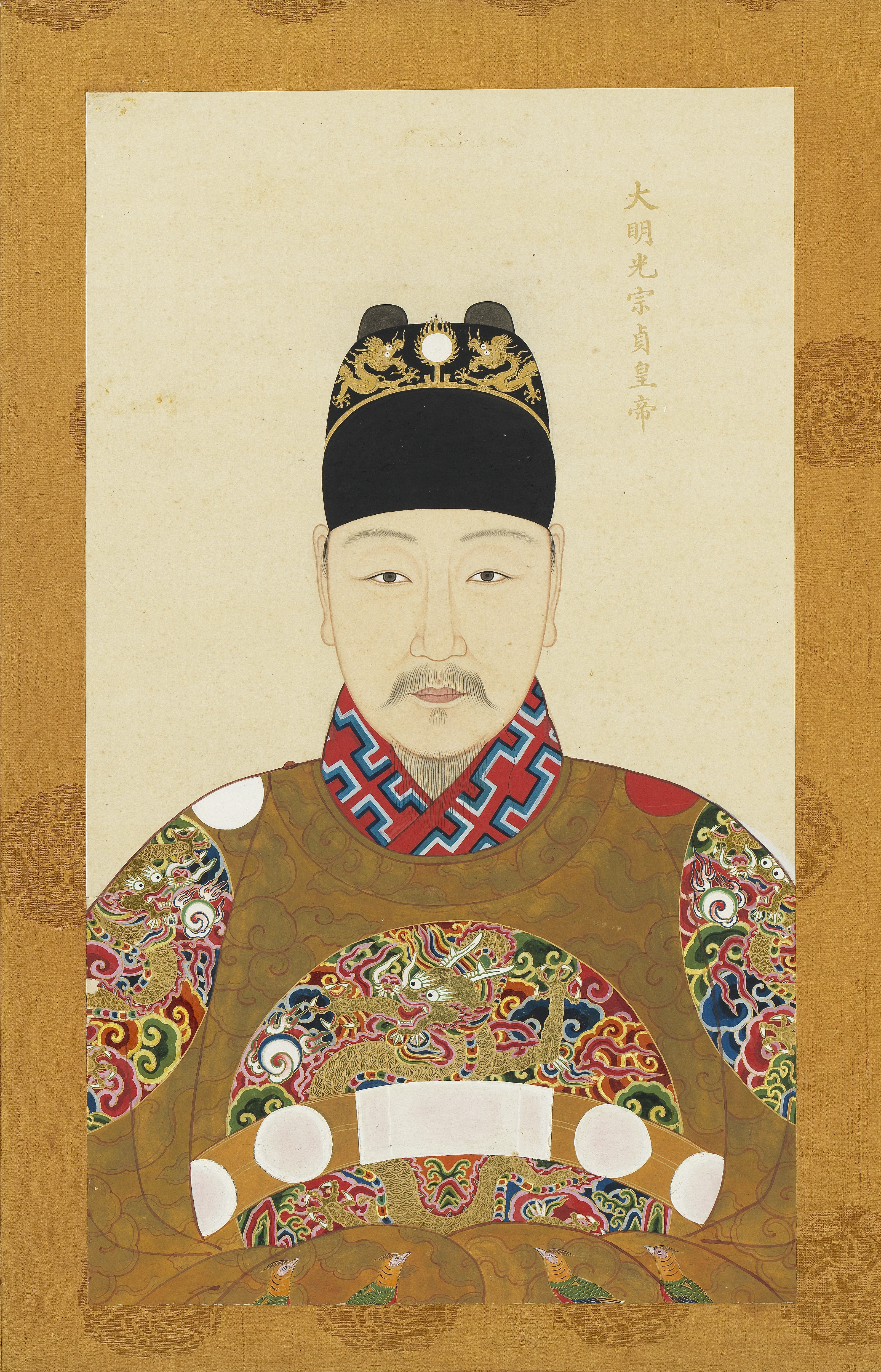
Portrait de cour de Taichang.

### Succession
Son fils Tianqi lui succède.